# 1057
Năm 1057 trong lịch Julius.

## Mất
- 10 tháng 5 - Al-Ma‘arri
- Lý Nhật Quang
- Địch Thanh